# 蒙古国家古典艺术剧院
蒙古国家古典艺术剧院在蒙古国首都乌兰巴托的苏赫巴托尔广场东南，是专门演出蒙古国和外国的古典及现代歌剧、芭蕾舞、交响乐作品的文艺团体。

## 简介
蒙古国家古典艺术剧院原称国家歌剧舞剧院，创建于1963年。该剧院设有歌剧、芭蕾舞和交响乐队。2009年前后设有十多个艺术创作组。
该剧院的保留剧目有《黑桃皇后》、《叶甫根尼·奥涅金》、《卡门》等歌剧，《天鹅湖》、《胡桃夹子》、《吉赛尔》等芭蕾舞剧，此外还有蒙古民族歌剧《三座山》等。